# Fornudden IB
Fornudden IB var en innebandyklubb från Tyresö/Älta.
Fornudden var ett av Sveriges mest klassiska innebandylag som bildades den 14 februari 1988 av Mats Forslund, Johan Balck, Niklas Hermundstad och Kenneth Olsson som alla hade en gemensam idrottsbakgrund (orienterare?). 
År 2002 gick man samman med Haninge IBK.
Den mest framgångsrika kedjan i klubben var den med Göran Lundin, Stefan Eklund och Patrik Skattman. Klubben tog sitt första SM-guld 1994 efter att ha besegrat Örnsköldsvik i kvartsfinal, NB/87 i semifinal och Lockerud i final. En mycket stor anledning till att guldet bärgades var den fruktade trion som oftast spelade framför backarna Mats Forslund och Lars Fogelberg. Intern skyttekung under slutspelet blev Göran Lundin som gjorde 7 mål och en assist på 8 matcher.

## Meriter (herrar)
- Svenska mästare: 1994 och 1997